# Phenomena (banda)
Phenomena es una banda de rock conceptual formada por el productor Tom Galley, Wilfried Rimensberger (fundador de la revista Metalhammer) y Mel Galley (guitarrista de Whitesnake). Han contribuido con el proyecto reconocidos músicos como Glenn Hughes, Brian May, Tony Martin y John Wetton, entre otros.

## Discografía

### Álbumes de estudio
- Phenomena (Bronce, 1984)
- Phenomena II: Dream Runner (BMG/RCA, 1987)
- Phenomena III: Inner Vision (Castle Communications, 1993)
- Psychofantasy (Escape, 2006)
- Blind Faith (Escape, 2010)
- Awakening (Escape, 2012)

### Álbumes recopilatorios
- Phenomena Project X 1985-1996 (1997)
- The Complete Works (2006)
- Still the Night (2020)